# インスタント食品
インスタント食品（インスタントしょくひん）とは、簡単かつ短時間の調理で食べられるように加工され、かつ保存性を持たせた食品。即席食品や即席インスタント食品とも言う。インスタントフードは和製英語であり、英語圏では"Convenience food" (コンビニエンスフード)と呼ばれる。

## 歴史
乾燥した穀物を加熱して作るはったい粉や、加熱した穀物性食品を乾燥して作る糒は、インスタント食品の走りともいうべきものである。他にも湯を加えるだけで食べられる食品としては葛湯や蕎麦掻きなども古くから存在する。
フランスでナポレオン・ボナパルトによる懸賞に応募する形で1804年にニコラ・アペールによって瓶詰めが発明され、1810年にイギリスのピーター・デュランドが、金属製容器に食品を入れる方法を発明し、その後形状、開封方法、内面の保護方法などに工夫を加えて、現在の缶詰となっている。レトルトパックは、缶詰の包装材料にさらに工夫を加え、プラスチックやアルミホイルなどを用いるように改良した製品である。
1950年代に生まれたインスタントラーメンは世界に広がった。またこの普及によって、粉末スープを製造する技術が生まれ、さらに、医薬品製造に用いられていた凍結乾燥（フリーズドライ）の技術が、ネギやエビなどの具にも応用され、食品に広く用いられるようになった。

## 製造
インスタント食品の定義が広いため、製造方法は食品によって様々である。

### 気流乾燥装置
気流乾燥装置は加熱温度を自動制御でき、効率よく製品を製造できる装置として知られている。

## 使用
インスタント食品は日常においても頻繁に使われているが、戦場や登山、災害地域などでも使われている。また戦場や登山では冷凍食品は用いないのが普通で、軽くて携行が容易なフリーズドライ食品が重宝される。

## 種類

### 伝統食品
- 凍豆腐
- 糒
- はったい粉
- 蕎麦掻き
- 葛湯
- 芋がら縄
- 茶節／カチューユー
- ミューズリー

### 麺類
- インスタントラーメン、カップ麺
- 揚げ麺（インスタントうどん、インスタント蕎麦）
- 乾麺（蕎麦、うどん、冷麦、素麺、春雨ヌードル）
- 真空パック麺（うどん、蕎麦）

### 缶詰・レトルト食品
- 米飯（白飯、赤飯、雑炊）・粥
- カレー（白飯付き、カレーのみ）
- スープ
- クリームシチュー
- 丼料理の具 - 牛丼、親子丼、中華丼
- 肉料理 - ハンバーグ、ミートボール、ミートソース
- 煮物 - おでん、煮豆、雑煮

### 粉末食品
飲料
- インスタント茶（顆粒状） - レモンティー、緑茶、梅茶、昆布茶
- スキムミルク、ココア
- ジュース - オレンジジュース、メロンソーダ

食料
- 汁粉
- 甘酒
- インスタントスープ
- 椀物 - 味噌汁、吸い物
- 茶漬けの素
- 粉末マッシュポテト

### 乾燥食品
- 乾パン
- 乾しゆば
- 焼き麩
- わかめ、他海草類

### フリーズドライ
- インスタントコーヒー
- 味噌汁、吸い物
- カット野菜
- 果物

### 冷凍食品
- 焼売
- 蒸し餃子
- チャーハン
- 加熱済みハンバーグ
- 加熱済みフライドチキン
- 加熱済みトンカツ
- ミートボール
- 蒸し肉まん
- ピザ

　この他にも様々な冷凍食品が各食品会社から発売されている。

### 宇宙食
詳細は「宇宙食」の項を参照。